# Paradoxus caucasica
Paradoxus caucasica är en fjärilsart som beskrevs av Heinrich Friese 1960. Paradoxus caucasica ingår i släktet Paradoxus och familjen spinnmalar. Inga underarter finns listade i Catalogue of Life.